# Der Honorarkonsul (Roman)
Der Honorarkonsul (Originaltitel: The Honorary Consul) ist ein Roman von Graham Greene, der im Jahre 1973 veröffentlicht wurde. Die deutsche Ausgabe erschien im selben Jahr im Verlag Paul Zsolnay.

## Inhalt
Argentinien in den siebziger Jahren. Irgendwo in einer Grenzstadt in einer nördlichen Provinz, am Ufer des Río Paraná, des Grenzflusses zu Paraguay, steht der britische Arzt Dr. Eduardo Plarr und lässt sein Leben Revue passieren: Geboren auf der anderen Seite des Flusses als Sohn einer paraguayischen Mutter und eines britischen Vaters, ist er als Halbwüchsiger mit seiner Mutter nach Argentinien ausgewandert und hat seinen Vater in Paraguay zurückgelassen. Genauer gesagt, hat dieser sie ins Exil geschickt, da er sich als politischer Gegner des Diktators Alfredo Stroessner um die Sicherheit seiner Familie sorgte. Er ist seitdem verschwunden.
Dr. Plarr ist nervös, denn er weiß, dass sich in diesen Tagen paraguayische Rebellen in seiner Provinz aufhalten, die einen tollkühnen Plan haben: Sie wollen den US-amerikanischen Botschafter entführen, der sich zu einem Besuch in der Provinz aufhält, um ihn gegen zehn politische Gefangene in Paraguay auszutauschen – darunter seinen Vater. Sein ehemaliger Schulfreund, der Ex-Priester Leon Rivas, der zu den Rebellen gehört, hat ihn in diesen Plan eingeweiht und seine Unterstützung erbeten. Spät in der Nacht kontaktieren ihn die Rebellen und bitten um seinen ärztlichen Beistand für die Geisel, die sie in einem Armenviertel seiner Stadt versteckt halten. Als Dr. Plarr den Mann zu Gesicht bekommt, weiß er, dass die Entführer einen schrecklichen Fehler begangen haben: Vor ihm liegt nicht der amerikanische Botschafter, sondern der britische Honorarkonsul aus seiner Provinz, Charley Fortnum.
In Rückblenden wird die Figur des Honorarkonsuls weiter beleuchtet: Charley Fortnum ist ein Mann in seinen Sechzigern, ein starker Trinker, der sowohl der britischen Botschaft in Buenos Aires wie auch den wenigen britischen Staatsbürgern in seiner Provinz eigentlich nur peinlich ist. Seine Ehefrau, Clara, die viel jünger ist als er, war zuvor eine Hure im örtlichen Bordell, die er freigekauft hat. Seit einigen Monaten ist sie schwanger – aber nicht etwa von ihm, sondern von Dr. Plarr, mit dem sie seit geraumer Zeit ein Verhältnis unterhält. Allerdings ist nicht klar, was diese beiden zusammengeführt hat, denn Dr. Plarr scheint sie weniger zu lieben, als vielmehr obsessiv von ihr besessen zu sein, und ihre eigenen Motive verrät sie nie. Dr. Plarr nennt sie einen „Spiegel“, der die Wünsche der Männer, die ihr begegnen, widerspiegelt.
Halb aus diesen persönlichen Gründen, halb aus der Überzeugung, dass niemand in den USA oder Großbritannien einen Finger krümmen wird, um Charley Fortnum zu retten, versucht Dr. Plarr seinen alten Schulfreund davon zu überzeugen, die Unternehmung abzubrechen und den Honorarkonsul freizulassen. Der jedoch weigert sich, und es wird ein entsprechendes Ultimatum übermittelt.
In den folgenden Tagen versucht Dr. Plarr alles, um irgendjemanden davon zu überzeugen, für Charley Fortnum einzutreten. Seine Bemühungen zeitigen nur spärliche Erfolge, stattdessen lenken sie jedoch die Aufmerksamkeit des Polizeioffiziers Perez auf ihn. Dieser weiß um die Affäre zwischen der Frau des Honorarkonsuls und dem Doktor, und er warnt diesen, sich zu tief in die Geschichte einzumischen, da er keine Rücksicht auf ihn nehmen werde. Gleichzeitig informiert er ihn aber auch über den Tod seines Vaters: Dieser sei bereits vor einem Jahr bei einem gescheiterten Ausbruchsversuch erschossen worden, weil ihn der andere Flüchtling (einer der jetzigen Entführer, wie Dr. Plarr weiß) im Stich gelassen habe. Es bestehe somit keine Hoffnung auf seine Freilassung.
Nur kurze Zeit später kontaktieren ihn die Entführer erneut: Der Honorarkonsul ist bei einem Fluchtversuch angeschossen worden. Und dieses Mal lassen ihn die Entführer nicht aus den Händen, nachdem er dem Opfer ärztliche Hilfe geleistet hat.
In der Hütte im Slum entspannt sich nun ein Psychodrama: Einige der Entführer zweifeln selbst am Sinn ihrer Mission, Leon Rivas muss Dr. Plarr gestehen, dass sein Vater tatsächlich tot ist, und Charley Fortnum erfährt die Wahrheit über den Doktor und seine Frau. Noch vor dem Ablauf des Ultimatums umstellen dann Fallschirmjäger des argentinischen Militärs die Hütte. Der Ex-Priester liest eine letzte Messe; dann geht Dr. Plarr – ungeachtet der Warnungen – ins Freie und wird, genau wie der ihm folgende Leon, niedergeschossen.
Im letzten Kapitel besucht Charley Fortnum die Beerdigung des Doktors und berichtet dem Botschaftssekretär die Wahrheit: Nicht die Entführer, sondern die Fallschirmjäger haben Dr. Plarr getötet. Aber auch das interessiert niemanden; der Botschaftssekretär scheint vielmehr erleichtert, weil Fortnum nun endlich aus seinem Dienst als Honorarkonsul entlassen wird. Fortnum kehrt auf seine Farm zurück, und am Ende scheint zum ersten Mal, ungeachtet allen Betruges, so etwas wie echtes menschliches Gefühl zwischen ihm und seiner Frau auf.

## Einflüsse
In der Figur des Ex-Priesters Leon Rivas sollen Einflüsse verarbeitet sein, die auf den lateinamerikanischen Befreiungstheologen Camilo Torres zurückgehen.
Graham Greene selbst hat den Honorarkonsul wiederholt als seinen besten Roman bezeichnet.
Eine Verfilmung entstand 1983 unter der Regie von John Mackenzie mit Michael Caine und Richard Gere in den Hauptrollen.